# Evangelický hřbitov v Bolkově
Evangelický hřbitov v Bolkově se nachází v obci Rudník, v osadě Bolkov (Polkendorf), asi 10 km východně od Vrchlabí. Rozkládá se kolem zříceniny evangelického kostela.
Hřbitov byl založen roku 1810. Poslední pohřeb se na něm uskutečnil roku 1957.